# جون زد. لي
جون زد. لي (بالإنجليزية: John Z. Lee)‏ هو قاضي ومحامي أمريكي، ولد في 30 مارس 1968 في آخن في ألمانيا.